# Dieselmotor

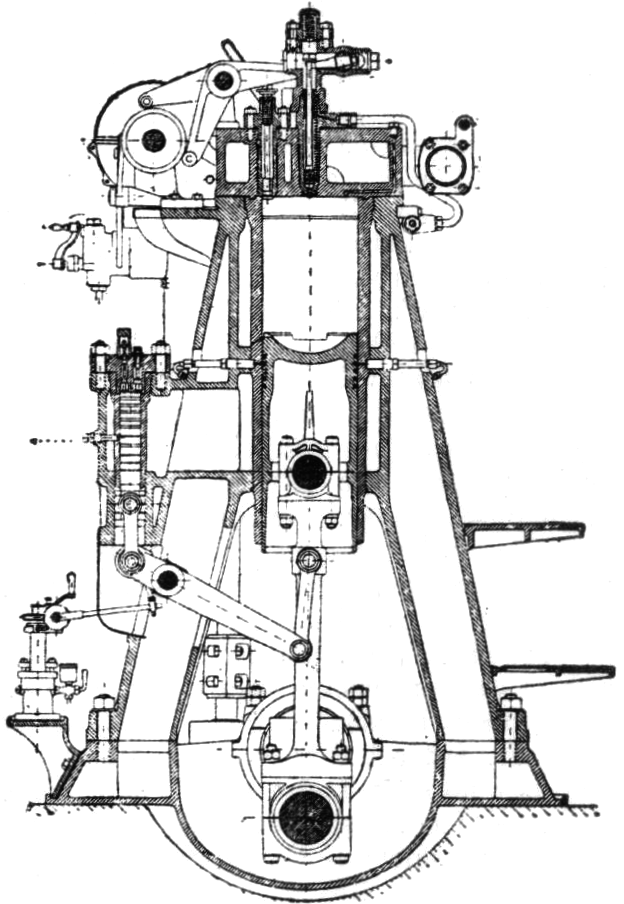
Genomskärning av en dieselmotor från 1907

En dieselmotor är en förbränningsmotor konstruerad med principen för en kolvmotor, där bränslet tillsätts först i kompressionsfasens slutskede, till skillnad från exempelvis ottomotorn (bensinmotorn). Motortypen uppfanns av och är uppkallad efter tysken Rudolf Diesel.

## Teoretisk princip
Under kompressionstakten ökar luftens temperatur i en dieselmotor så mycket att bränslet självantänder när det under högt tryck sprutas in i kompressionstaktens slutskede. Under detta skede vänder kolven och kraft leds ner till vevaxeln via vevstaken genom den tryckstegring som uppstår då förbränningsgaserna expanderar.
Till skillnad från bland annat ottomotorn saknar dieselmotorn därför tändstift. Eftersom bränslet när det tillsätts i förbränningsrummet måste självantända genom hög värme, är dieselmotorer ofta försedda med glödstift för att underlätta vid kallstart. Dieselmotorer kan drivas med ett flertal olika bränslen, vanligast för mindre motorer är dieselolja, vilken har fått sitt namn av motortypen.
Dagens personbilsdieslar har relativt hög verkningsgrad, hög effekt och god bränsleekonomi. En egenhet hos dieselmotorn är att den i regel har lägre toppvarv än en bensinmotor (ottomotor), delvis på grund av den kraftigare och tyngre konstruktionen, och delvis på grund av det faktum att förbränningen är så långsam att vridmomentet avtar mycket hastigt vid varvtal över cirka 4000 varv per minut. Vid varvtal högre än så hinner förbränningsfronten helt enkelt inte att trycka ner kolven med full kraft, eftersom kolvens hastighet är så hög.
I så kallade tändstiftmotorer där luft och bränsle komprimeras tillsammans och allt antänds på en gång av en gnista från tändstiftet, blir förbränningen (tryckstegringen) häftigare och mer kortvarig. Den tidigare benämningen explosionsmotor har efterhand ersatts av det mer korrekta uttrycket förbränningsmotor, då det inte är en explosion som sker, utan en snabb förbränning.

## Olika konstruktioner
Alla dieselmotorer har det gemensamt att de sprutar in bränslet i cylindern under förbränningsfasen. Detta sker genom endera av två varianter:
1. Insprutning med hjälp av tryckluft och med insprutningsventil styrd av kamaxeln. Vanlig i motortypens barndom, eftersom detta medförde att man även kunde använda fast bränsle (träpulver, kolpulver) eller svårpumpat bränsle. Av dessa så kallade gammeldieslar finns endast ett fåtal kvar som kan köras. I Sibo finns en som körs regelbundet under somrarna. Den är tillverkad 1908 vid AB Diesels Motorer; Stockholm. Den väger 22 ton och utvecklar 200 hk.
2. Insprutning med högtryckspump och spridarventil. Medför bättre förbränning och har inget behov av högtrycksluftpump. Varje cylinder är då försedd dels med ett insprutningsmunstycke, dels med en spridare samt med en högtryckspump och (ofta) en matarpump.
Trycket är högt och det är vanligt att låta tätningarna läcka lite för att hålla dessa smorda och kylda. Därför återcirkulerar överskottsbränsle till bränsletanken från både pump och spridare. Av denna anledning behöver bränslet vara väldigt rent och därför används två bränslefilter, ett förfilter och ett finfilter. Matarpumpen är ofta utrustad med en spak för att manuellt kunna pumpa upp tryck och lufta systemet vid bränslestopp. På nyare motorer är denna ofta ersatt av en elektrisk pump.

### Förkammardiesel
Förkammardiesel (IDI) är den vanligaste konstruktionen av äldre/mindre motorer. Cylindern har en liten separat kammare i förbränningsrummet där bränslet sprutas in. Eftersom luftmängden är liten i kammaren brinner bränslet med luftunderskott vilket ger låga kväveoxidhalter. När den delvis förbrända blandningen når huvudförbränningsrummet förbränns resten av blandningen med syreöverskott. Totalt ger detta mycket rena avgaser. Eftersom den totala ytan i förbränningsrummet är stor avleds mycket värme, vilket ger en något sämre verkningsgrad än en direktinsprutad motor. En IDI-motor drar mellan 10 och 15 % mer bränsle än en direktinsprutad dieselmotor. Detta innebär mer CO2-utsläpp. Dagens moderna förkammarmotorer klarar start utan förvärmning ner till ca +10°C. Under denna temperatur måste motorn förvärmas för att kallstart skall vara möjlig.

### Direktinsprutning
I den direktinsprutade dieselmotorn (DI) sitter insprutningsmunstycket direkt i förbränningsrummet. Denna konstruktion är numera den vanliga för alla storlekar av motorer förutom i små  industrimotorer och små marina motorer.

## Insprutningssystem
Centralt i dieselmotorn är insprutningssystemet. Det reglerar motorns effekt och har stor påverkan på verkningsgrad och avgasemissioner. Under hela dieselmotorns historia har man strävat efter högre och högre insprutningstryck. I början var det knappt 100 bar och numera är det 2000–2500 bar som gäller. Det finns olika system för bränsleinsprutningen i en dieselmotor.

### Insprutningspump
Insprutningsmunstycket på varje cylinder är förbundet med ett eget rör från insprutningspumpen. Pumpen styrs genom mekanisk förbindelse mellan vevaxel och pumpen. Pumpen finns i två utföranden, radpumpen eller fördelarpumpen, båda typerna används fortfarande på mindre motorer.

### Common Rail
Common Rail är den senaste insprutningstekniken som kombinerar en mekanisk högtryckspump med elektriska, datorstyrda insprutningsmunstycken.
En tillverkare har följande beteckningar:
CR= Common Rail 1= GEN
- CR1 har ett systemtryck på 200–1350 bar.
- CR2 har ett systemtryck på 600–1600 bar.
- CR3 har ett systemtryck på 1200–1800 bar.

Alla systemen har ett starttryck på 200 bar som varar i ca 2 sekunder efter start.
Den nyaste versionen av Common Rail-systemet är CR3. CR3 använder sig av piezoelektriska bränslespridare som gör det möjligt att spruta in bränsle 7-9 gånger per insprutningstakt. Tack vare detta så får dieselmotorn en jämnare förbränning vilket gör att "dieselknacket" nästan försvinner. ”Common rail” innebär att man endast har ett gemensamt bränslerör (”a common rail”) som betjänar samtliga cylindrar och som matas från dieselpumpen som är av högtryckstyp. Högre tryck ger bättre fördelning av bränslet och därmed bättre förbränning och mindre föroreningar. En spridarkontakt får aldrig lossas när motorn är igång, då piezoelementet i spridaren fastnar i det läget som det senast fick ström i. Är spridaren då öppen, fylls cylindern genast med diesel.
Högsta insprutningstryck som används i dag är 2500 bar.

### Enhetsinjektor
Enhetsinjektorn kombinerar insprutare och högtryckspump i samma komponent, tyska: PD eller Pumpe-Düse engelska: Unit Injector, UI.
Insprutningstryck upp till 2400 bar i större dieselmotorer.

### Återkopplingsenhetsinjektor
För att kompensera för förslitning över tid och toleranser i tillverkningen förekommer olika typer av elektronisk återkoppling. T.ex. använder Volvo ett av Denso tillverkat system.

## Tvåtakt eller fyrtakt

### Fyrtakt
De flesta mindre och medelstora dieselmotorer arbetar enligt fyrtaktsprincipen.

### Tvåtaktsdiesel
Större dieselmotorer är ofta tvåtaktare. En tvåtaktsdiesel har i stort sett samma verkningsgrad och avgasvärden som en fyrtaktsdiesel (till skillnad mot ottomotorns tvåtaktsversion som både har lägre verkningsgrad och större utsläpp än fyrtaktsottomotorn) och fördelen av i stort sett fördubblad effekt för samma cylindervolym, men har den nackdelen att det erfordras någon form av spoltryckspump. Tvåtaktsdieslar används ofta när låg vikt saknar betydelse, till exempel i lokomotiv, fartyg och gruvtruckar. Amerikanska lastbilar och skolbussar har haft tvåtaktsmotorer, men dessa fasas nu ut på grund av sina höga avgasutsläpp.

## Överladdning
Sedan tidigt 1900-tal har man experimenterat med olika system för att höja dieselmotorns effekt med hjälp av överladdning. Grundtanken är att man genom att mata motorn med trycksatt luft från en turbin (turbo) eller kompressor möjliggör en insprutning av större mängd bränsle och därigenom når en högre effekt. För att ytterligare öka effekten kan man kyla luften, i en intercooler (laddluftkylare), efter att den komprimerats.

### Kompressor
Den mekaniska kompressorn har sitt ursprung i de spolpumpar som finns på större tvåtaktsdieslar. Dessa drivs mekaniskt av motorn och är vanligen av roots-typ.

### Turbo
Om man istället driver kompressorn med en turbin som tar tillvara avgasenergin så kan både effekt och verkningsgrad höjas. Den som först använde detta var Dr Alfred Büchi som 1905 fick patent på avgasturbon. I lastbilar gjorde Volvo en pionjärinsats och introducerade 1954 den första turbomotorn TD96. Motorn hade 185 hästkrafter mot 150 hk i versionen utan turbo. Denna motor sattes i lastbilen Volvo Titan och den kostade 5000 kr mer än icke-turboversionen. Sen början av 1980-talet har praktiskt taget alla lastbilar och bussar turbo. På personbilssidan var utvecklingen långsammare och det dröjde till 1980-talet innan turboladdare började användas på personbilar. Idag har praktiskt taget alla dieselmotorer utom de allra minsta turbo.

### Deltic-konceptet
En annorlunda motortyp med motgående kolvar för att skapa kompression skapades för den brittiska flottans båtar som senare även användes i vissa engelska lok.

Deltic-motor principskiss

## Turbocompound
Turbocompound är en teknik som ursprungligen kommer från ångmaskinerna. Det handlar om att man återvinner avgasenergi genom en turbin som sitter i avgasröret. Både Volvo och Scania har använt tekniken, men den har inte fått någon större spridning. En framtida möjlighet är att bygga compoundsystem med elektrisk i stället för hydraulisk kraftöverföring. I många fall utnyttjas energin till att bidra till drivningen av vevaxeln, i motsats till i turbo-fallet då energin används till att driva en kompressor. Nyttan av turbocompound är begränsad på motorer med avgasefterbehandling eftersom temperaturen i många driftfall hamnar under den gräns som krävs för att katalysatorn skall fungera tillfredsställande.

## För- och nackdelar hos dieselmotorn jämfört med ottomotorn
- Fördelar:
  - Billigare bränsle (dieselolja, eller för större motorer bunkerolja).
  - Lägre koldioxidutsläpp.
  - Högre vridmoment på lägre varvtal jämfört med ottomotorn.
  - Högre verkningsgrad, tack vare högre kompression och effektreglering utan behov av strypning (med spjäll) av insugsluften, vilket innebär lägre bränsleförbrukning.
  - Flampunkten för diesel ligger på >60 grader C. Jämfört med bensinens < -30 grader C, vilket innebär att diesel är ett säkrare bränsle ur brandsynpunkt.
  - Dieselmotorer är kraftigare byggda än bensinmotorer vilket ger dieselmotorn en längre livslängd. Framförallt så arbetar en diesel med mycket högre kompression, ofta 20:1 jämfört med 10:1 för motsvarande bensinmotor. De har också annorlunda förbränningsförlopp och kraftfullare vevstakar, och dessutom varvar dieselmotorn mindre under sin livslängd än vad bensinmotorn gör.

- Nackdelar:
  - Högre partikelutsläpp, kräver dyra partikelfilter för att uppfylla dagens miljökrav.
  - Högre utsläpp av kväveoxider och kolväten. Kväveoxidutsläpp ger bland annat astmabesvär och lungfunktionsnedsättning samt bidrar till marknära, skadlig ozonbildning, övergödning och försurning. Kräver dyra katalysatorer för att uppfylla dagens miljökrav.
  - Högre tillverkningskostnader. Oftast högre vikt. Sämre värme till kupén på bilar.
  - Efter bränslestopp kan motorn inte startas utan att först avluftas, på grund av att insprutningspumpen inte kan bygga upp det nödvändiga höga tryck som erfordras, om den måste arbeta mot en luftblåsa. Detta gäller endast de gamla dieselmotorerna med mekaniska insprutningspumpar. Nyare motorer har pumpar som kan pumpa luft och avlufta sig själva.
  - Högre fordonsskatt i vissa länder, till exempel i Sverige, beroende på miljöbelastningen.
  - Lägre vridmoment på högre varvtal jämfört med ottomotorn på grund av låg förbränningshastighet.
  - Lågt och smalt varvtalsregister (600-6200 rpm mot upp till 7500 rpm för bensinmotorer, gäller personbilar, och ännu smalare varvtalsregister för buss- och lastbilsmotorer).
  - Lägre maxeffekt på grund av lägre maxvarvtal (lägre varvtal kräver högre utväxling vilket ger sämre acceleration trots högre vridmoment på mellanvarvtal).
  - Buller. Drabbar främst omgivningen, men även den som färdas i bilen.
  - Vibrationer. Drabbar den som färdas i bilen.

## Användningsområden
Dieselmotorn används framför allt där det ställs krav på bränsleeffektivitet och hög effekt på lågt varvtal (längre hållbarhet), exempelvis för stationärt bruk och inom delar av transportsektorn, exempelvis för lastbilar, bussar, fartyg, diesellok och jordbruksmaskiner.
Dagens lastbilar och bussar utrustas så gott som uteslutande med dieselmotorer. Effekten på dessa ligger mellan 200 och 780 hästkrafter (Volvo FH 16) (147 till 581 kW). De vanligaste modellerna är raka sexcylindriga motorer eller så kallade V8-motorer. Motorstyrkan beror bland annat på storleken hos cylindrarna. Storleken på en dieselmotors cylinder mäts i liter och en lastbilsmotor på tvåhundra hästkrafter har totalt en volym på runt sex liter medan en motor på sexhundra hästkrafter har en cylindervolym på runt sexton liter.
På fartyg används dieselmotorer både för framdrivning och för generering av elektricitet. Stora dieselmotorer driver generatorer som i sin tur genererar ström till fartygets olika pumpar, lyftkranar och all annan elektrisk utrustning. Dessa motorer arbetar alltid vid konstant varvtal, vilket innebär att dessa är lättare att optimera. När fartyget drivs framåt av huvudmotorn är oftast en axelgenerator kopplad till denna, för att även generera elektricitet.
För större fartyg är det vanligaste drivmedlet bunkerolja. Motorerna som används är extremt lågvarviga, ner till 50 rpm, med cylindrar på flera hundra och upp till tusen liter. Bunkerolja innehåller vanligtvis mer svavel som är starkt försurande. Även för snabba nöjesbåtar blir dieselmotorer vanligare och vanligare och tränger på bred front ut bensinmotorerna.
Dieselmotorer används även i mobila generatorer. Stormen Gudrun som härjade bland annat Sverige i början av 2005 och fällde miljontals träd som i sin tur fick elledningar att rasa, gjorde att södra Sveriges mobilnät ett kort tag drevs av dieselgeneratorer. Det tillverkas dieselmotorer på ner till 400 cm³ för små maskiner och generatorer.
Sedan slutet av 1990-talet har dieselmotorn tack vare sin bränsleeffektivitet fått en allt större användning även i svensksålda personbilar. I många andra europeiska grannländer, däribland Finland, har en betydligt större del av fordonsparken sedan årtionden tillbaka varit dieseldrivna. De europeiska biltillverkarna har till stor del kommit till rätta med de nackdelar som motortypen tidigare drogs med, exempelvis tyngden och vibrationerna. Vibrationerna som främst beror på den högre kompressionen kräver en kraftigare konstruktion än ottomotorn och därmed en ökad vikt. Detta har kompenserats av nya material och av nya tillverkningsmetoder samt av att motorerna utrustas med elektronisk styrning och turbodrift. I USA har dieselmotorn ännu inte rönt någon större popularitet inom personbilssektorn.
Emellertid har Ford tillsammans med franska PSA utvecklat en V6-motor som återfinns i bland annat Jaguar S-type. Den har ett motorblock som är tillverkat med en teknik som utvecklats av svenska Sintercast och har dubbla turboaggregat och Common Rail. Detta ger en låg vikt och en effekt på 240 hk vid en cylindervolym på 3 l.
Också BMW utvecklade tidigt dieselmotorer i mestadels aluminium och magnesium för att få ned vikten. Modellen 535 med rak sexcylindrig dieselmotor och dubbelturbo som lanserades 2004, hade en volym på 3 liter och utvecklade 272 hk och hade 560 Nm i vridmoment. Vid den tiden var det den kraftfullaste personbilsdieseln i världen. Denna motor har senare utvecklats ännu mer, och finns nu med trippelturbo, och har då 381 hk och 750 Nm, fortfarande med 3 liters volym. De dubbla och trippla turboaggregaten styrs av ett ganska komplicerat ventilsystem som från början utvecklades av Borg-Warner. Aggregaten är av olika storlek och arbetar ibland ett och ett, ibland tillsammans, för att få så bra och brett effektområde som möjligt, och för att minska s.k. turbolag (den fördröjning av effekten man normalt får, då turbon måste hinna varva upp). Detta arrangemang skall ej förväxlas med dubbelturbosystem för t.ex. V8-motorer, där man har en turbo per cylinderbank.

## Alternativa bränslen för dieselmotorer
Dieselolja (tunnflytande) är utan jämförelse det mest lätthanterliga bränslet för dieselmotorer, men en dieselmotor kan i princip drivas med allt som brinner. Därför har till och från, andra bränslen provats och använts, i större eller mindre omfattning. Dieselmotorn behöver då modifieras mer eller mindre och förses med hjälpapparater av olika slag. En fundamental egenskap är om bränslet självantänder eller inte på grund av kompressionen. Om kompressionständningar inte sker så måste tändning ske med exempelvis ett tändstift eller att ett särskilt tändbränsle tillförs.  
Vid omvandling av en naturresurs/råvara till bränsle för dieselmotorer uppstår alltid omvandlingsförluster. Många och komplicerade omvandlingssteg, råvara till axel, sänker systemverkningsraden betydligt. Bästa systemverkningsgrad uppnås som regel då "motorn anpassas till bränslet och inte bränslet till motor".    
Dieselmotorbränslen kan indelas i följande kategorier: 
Fasta: exempelvis pulveriserat trä. Utvecklingsarbete bedrevs på Chalmers på 70-talet. Snabb/explosiv förbränning ett problem.  
Gasfomiga: exempelvis generatorgas, "gengas", egentligen koloxid som genereras av träkol eller träflis. Ett ambitiöst utvecklingsarbete bedrevs kontinuerligt i Sverige under 1940-80-talen av ÖEB, för att säkra lastbilstrafiken vid en avspärrning. Lastbilar med gengasaggregat och modifierade standardmotorer förekom i kommersiell trafik. Då komprimerad luft-koloxidgasblandning inte självtänder vid kompression, tillförs en liten mängd (ca 10%) ordinär diesel som "tändbränsle". Härmed uppnås alltså en diesel-bränslebesparing på 90%.              
Biogas och fossilgas som innehåller en hög andel metan kan användas i specialbyggda dieselmotorer. Att samtidigt köra på ett flytande dieseldrivmedel och på metangas i en dieselmotor kallas för dual fuel-teknik. (Volvo kallar tekniken Methane Diesel Engine, MDE)
Man kan även bygga om äldre dieselfordon så att de kan köras på metan i form av LNG, tillsammans med ett flytande dieseldrivmedel.              
Flytande bränslen - tunna
Dieselolja 
Etanol. De svenska lastbils-, buss- och biltillverkarna SAAB, Scania och Volvo utvecklar dieselmotorer med etanol som bränsle. Man får då dieselmotorns verkningsgrad och etanolens miljövänliga fördelar. Till exempel så har Scania en lastbil på 44 tons last- och tågvikt med en etanoldieselmotor, som endast drar runt 3 liter per mil. Scania hävdar att man med denna teknik är den enda tillverkaren som klarar EU:s kommande miljökrav, Euro-5, utan partikelfilter och katalysator.              
Rapsmetylester (RME) är en modern förnyelsebar bränsletyp som kan användas i dieselmotorer. RME används dock som inblandningskomponent i vanlig dieselolja. I många EU-länder, till exempel Sverige, är det vanligt med 7 volymprocent RME i vanlig dieselolja på macken. Vissa motortillverkare med Common Rail accepterar även att deras motorer körs på 100 % ren RME, som alltså inte är blandad med dieselolja.               
Det finns även ytterligare alternativa dieselbränslen, till exempel BTL, DME, GTL och CTL, som tillverkas av syntetgas. Syntetisk dieselolja framställd med Fischer-Tropsch-processen (BTL, GTL och CTL) går i många fall att använda i dieselmotorer utan att dessa behöver byggas om. Dessa bränsletyper går även att i tämligen hög koncentration blanda in i vanlig dieselolja. DME däremot kräver specialmotorer. Syntetgas kan framställas ur exempelvis svartlut, en avfallsprodukt från massaindustrin som det finns stora mängder av i Sverige. Cirka 10 miljoner ton per år produceras vid svenska massabruk. Mycket av energin i svartlut används dock vid produktion av processånga och elektricitet, något som massabruken själva är stora förbrukare av.              
Se även dieselolja.
Flytande bränslen - tjocka
Bunkerolja - tjockflytande olja som behöver förvärmas för att kunna hanteras. Endast mycket stora motorer. 
Frityrolja, förbrukad, men renad från vatten, går att köra på. Kallstartsegenskaperna är dock sämre, så vid körning på bränslen av denna typ behövs en liten tank med ren dieselolja som används vid start, och därefter kan bränslebyte ske. Med andra ord kräver frityrolja viss anpassning eller ombyggnation av dieselfordonet. Många motortillverkare som till exempel Volvo och Scania är dock helt emot detta, och de anser att motorerna och bränslesystemet tar skada av frityrolja och andra begagnade vegetabiliska oljor.
Tjärolja. Under andra världskriget förekom i Sverige framställning av dieselliknande ersättningsbränslen, ur trätjära, till diesel- och tändkulemotorer.